# Nikolái Stoyanov
Nikolái Andreev Stoyanov (en búlgaro: Николай Андреев Стоянов; 1883-1968) fue un botánico búlgaro. Su herbario se conserva básicamente en la "Academia Búlgara de Ciencias".
- La abreviatura «Stoj.» se emplea para indicar a Nikolái Stoyanov como autoridad en la descripción y clasificación científica de los vegetales.[2]